# Emanuel Siblík

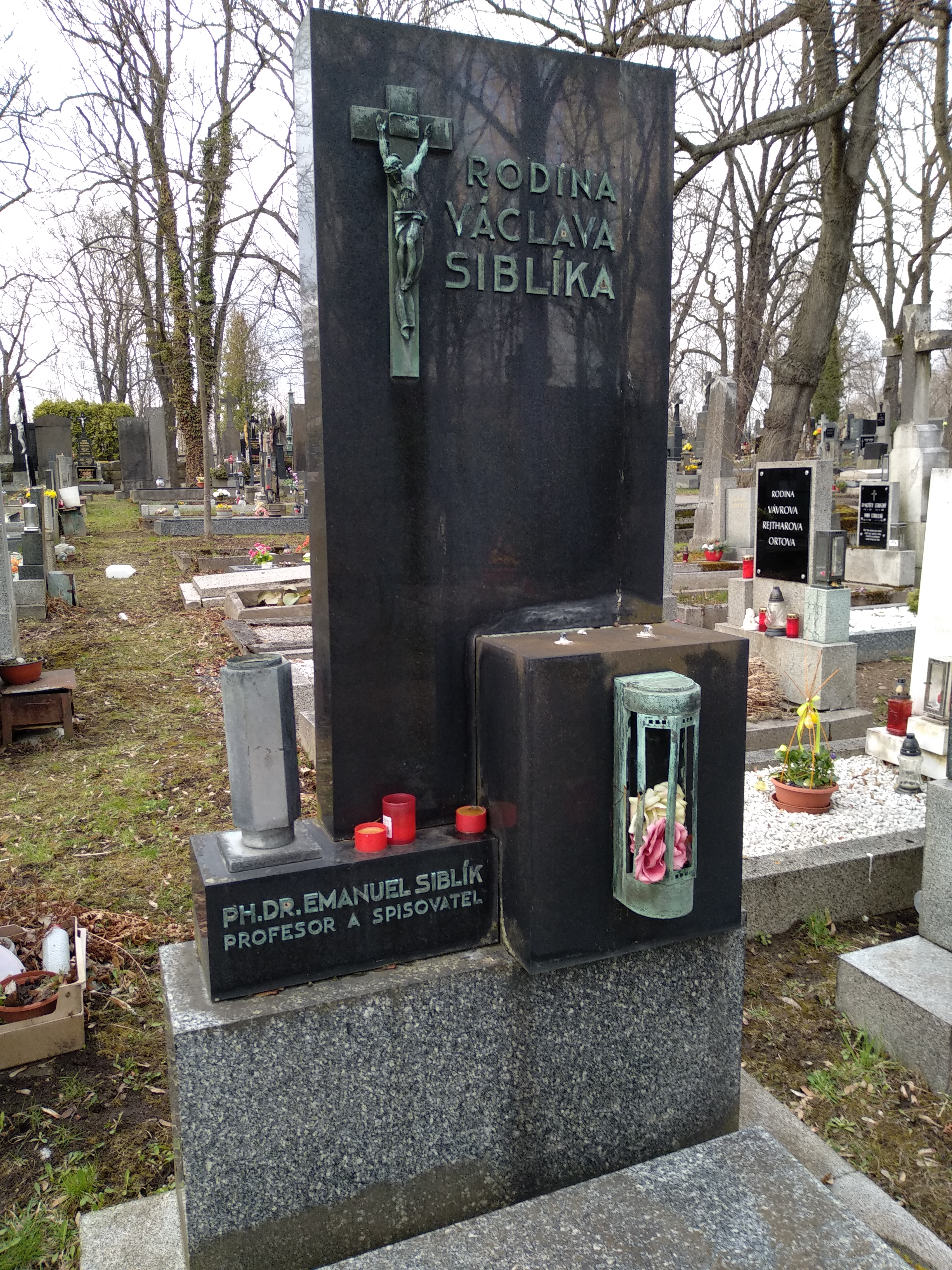
Hrob na Městském hřbitově v Příbrami

Emanuel Siblík (28. listopadu 1886 Nestrašovice – 24. srpna 1941 Praha) byl český taneční a výtvarný kritik a teoretik, překladatel a spisovatel.

## Život
Po absolvování reálného gymnázia v Příbrami a Filozofické fakulty Univerzity Karlovy v Praze studoval estetiku výtvarného umění a pohybu na pařížské Sorbonně. V letech 1914-1920 byl profesorem gymnázia v Písku. Zasloužil se o zavedení rytmického tělocviku do Sokola. Po roce 1918 byl poradcem francouzského generála Maurice Pellého, v Paříži působil jako publicista a spolupracovník Konfederace duševních pracovníků. V letech 1925-1930 byl československým zástupcem v Mezinárodním ústavu pro duševní práci OSN v Paříži. Již před první světovou válkou byl propagátorem nových tanečních směrů, např. Demenyho metody. Po návratu do Čech byl profesorem francouzštiny na pražském gymnáziu. Byl pohřbený na Městský hřbitov v Příbrami.

## Dílo
- Publikoval v Národních listech a Rozpravách Aventina.
- Překládal do francouzštiny Bezručovy, Máchovy a Tomanovy verše.
- Autor děl o tanečním umění.